# Bad Düben
Bad Düben är en tysk stad och kurort i distriktet Nordsachsen i förbundslandet Sachsen. Staden ligger vid högra sidan av floden Mulde. Staden har cirka 8 000 invånare.

## Historia
Året 981 nämns en borg Dibin för första gången i en urkund. Borgen finns fortfarande kvar men den blev flera gånger återuppbyggd eller förändrad. Här hölls 1533 underhandlingarna mellan viktualiehandlaren Hans Kohlhase och adelsmannen Günter von Zaschnitz. Under trettioåriga kriget var borgen 1631 mötesplats för den svenska kungen Gustav II Adolf och Johan Georg I av Sachsen som ingick ett förbund mot kejsare Ferdinand II. 1813 var orten huvudkvarteret för Napoleon I kort före slaget vid Leipzig.
Under senare 1800-talet etablerades flera badanläggningar. Här behandlas personer mot olika sjukdomar med hjälp av vatten som är rik på mineraler och med jord från myr som finns i området. 1948 fick staden tillståndet att bära namndelen "Bad".
Under den östtyska tiden öppnades två kaserner i Bad Düben, den första tillhörde Östtysklands flygvapen och den andra var inriktad på avvärj av massförstörelsevapen. Delar av den första kasernen används idag av Bundespolizei och den andra är nedlagd.

## Kommunikationer
I Bad Düben möts förbundsvägarna B 2, B 107 och B 183. Det finns bara en bro över floden. Kollektivtrafiken utgörs av flera busslinjer. Järnvägen från Pretzsch till Eilenburg som har en station i staden används bara tillfällig under vissa evenemang.

## Turism
Förutom badanläggningarna används staden som startpunkt för vandringar i naturparken Dübener Heide. Landskapet är huvudsakligen täckt av blandskog.
I Bad Düben och i ett friluftsmuseum i närheten står flera vatten- och väderkvarn. Vattenkvarnen var stationerad på ett fartyg som numera är landsatt. I friluftsmuseet står bland annat två stubbkvarnar.

## Bildgalleri

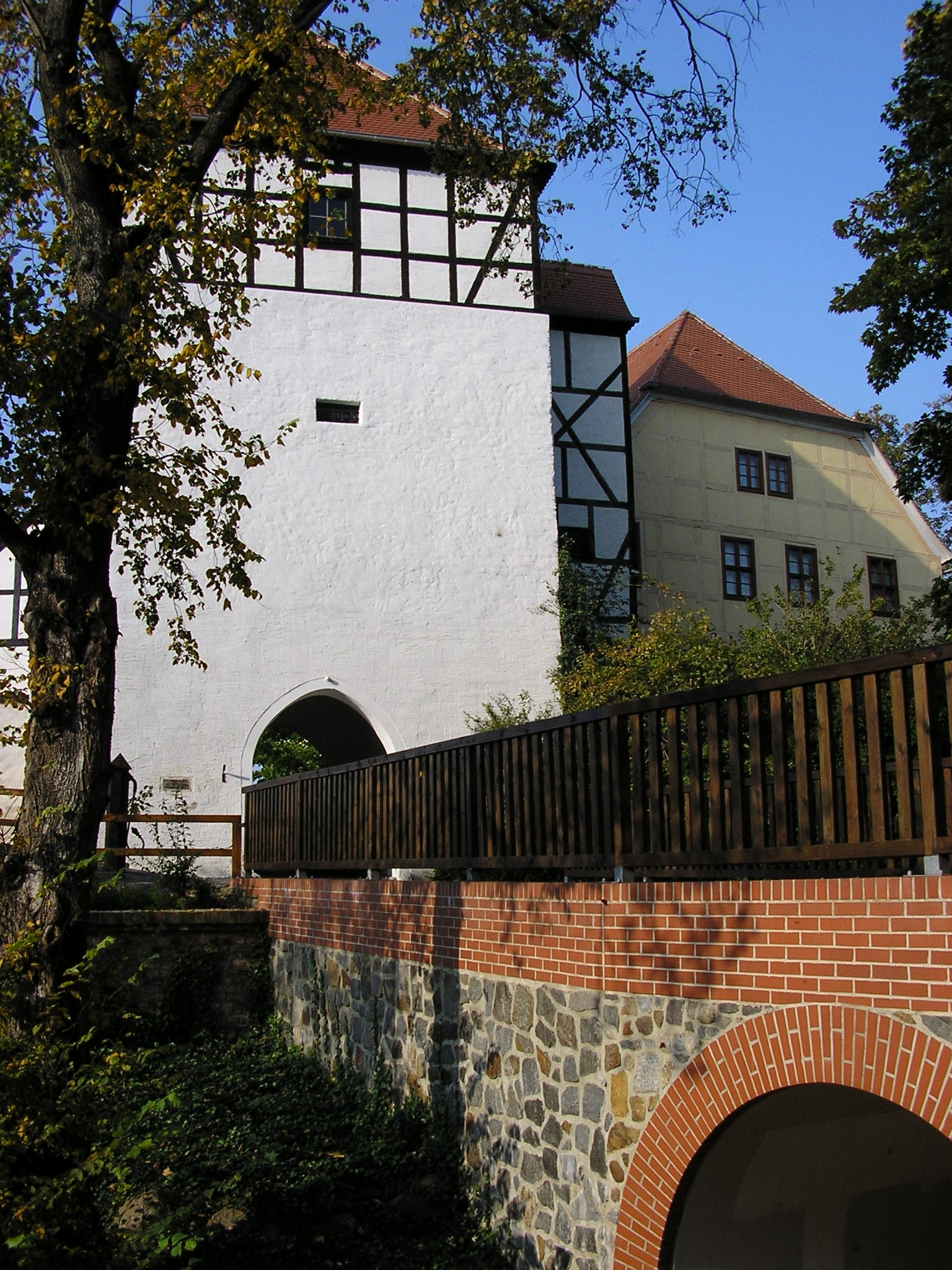
Borgen
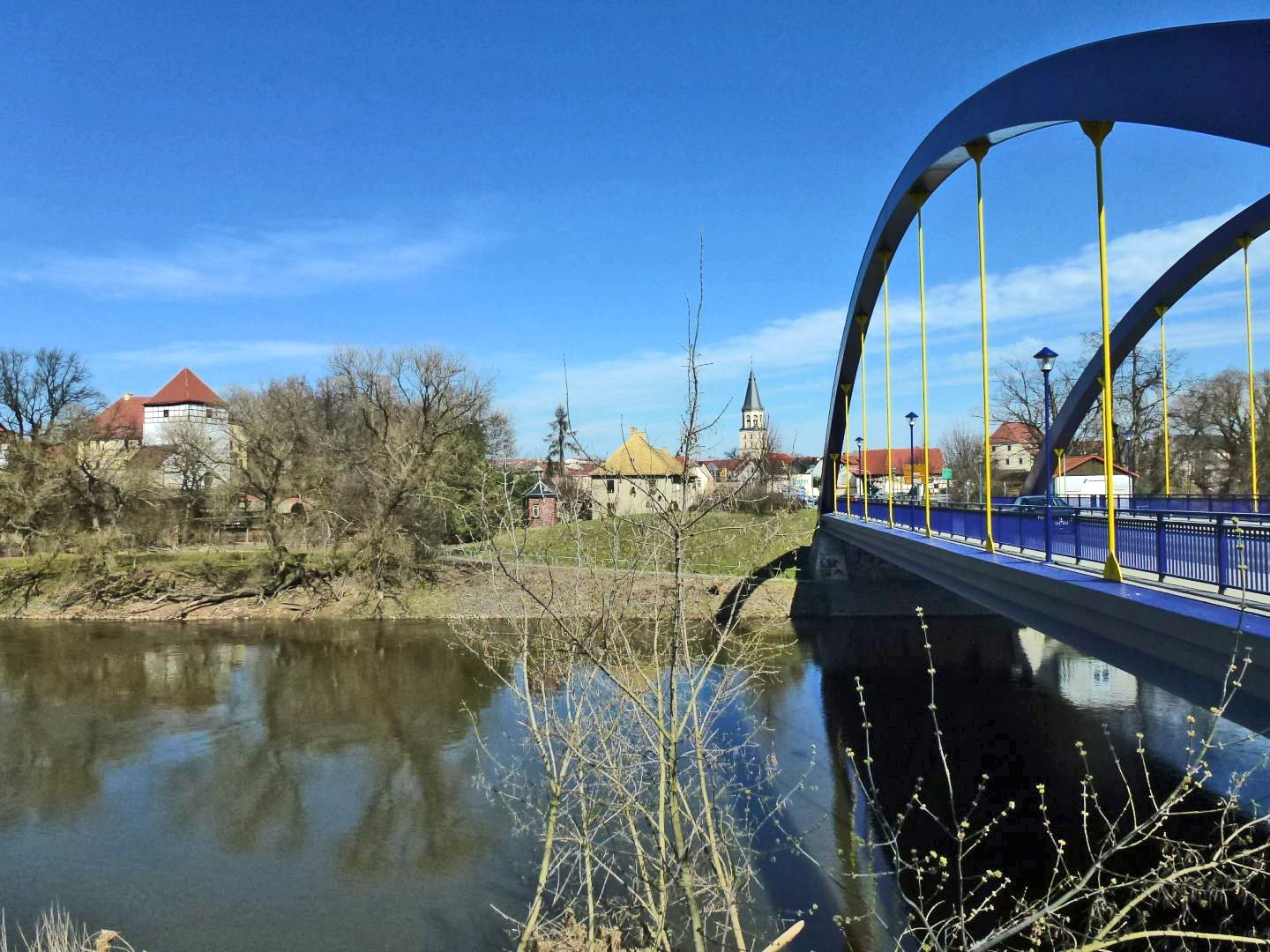
Bro över floden Mulde
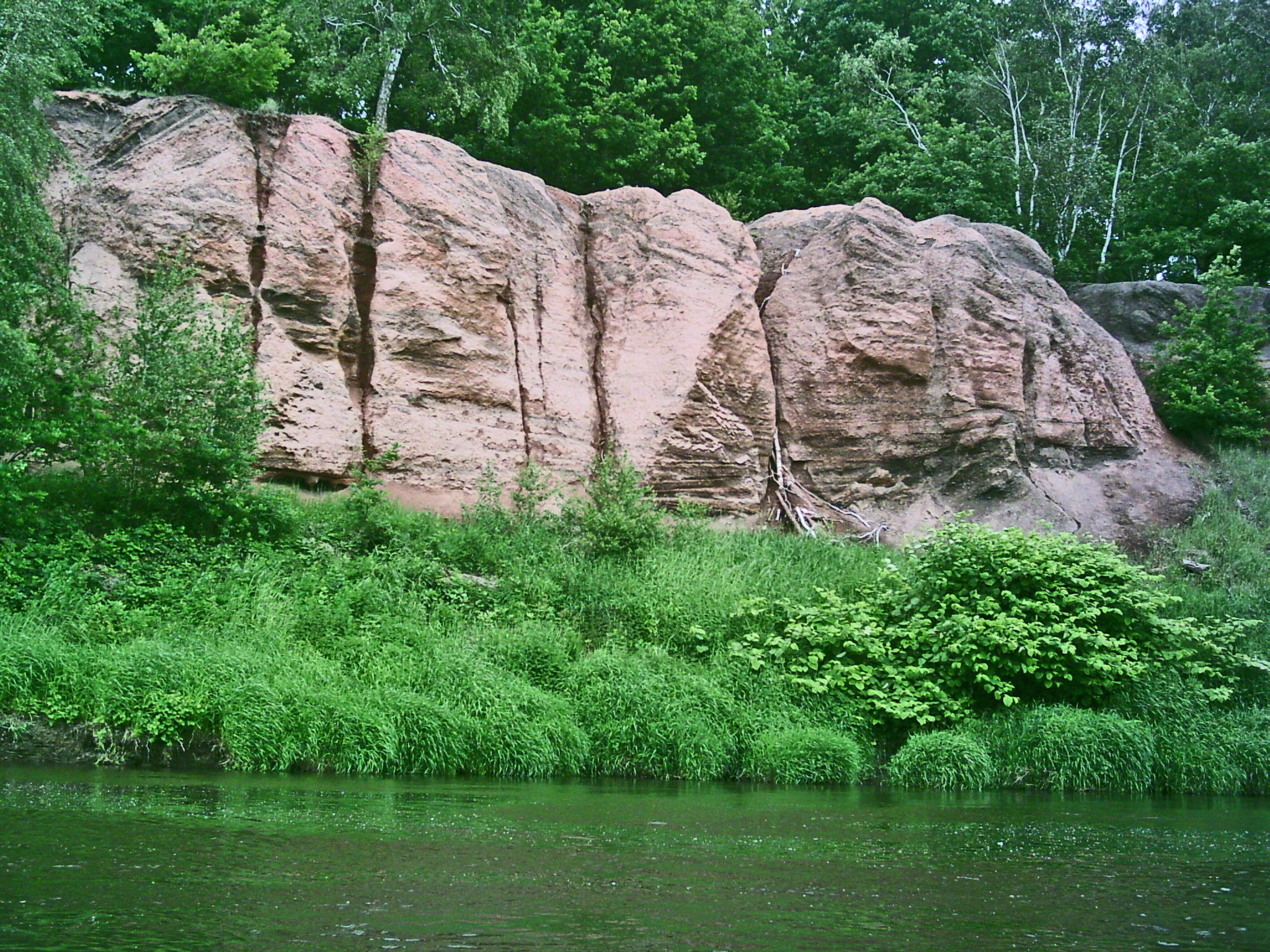
Röda klippor vid floden